# Font alemanya
La font alemanya (en turc:Alman Çeşmesi) és un gazebo en forma de font a la Plaça de Sultanahmet, Sultanahmet, Fatih, Istanbul, Turquia i enfront del Mausoleu del Sultà Ahmed I. Va ser construït per commemorar el segon aniversari de la visita de l'emperador alemany Guillem II de Prússia a Istanbul el 1898. Va ser construïda a Alemanya, i després transportada peça a peça i muntada al seu lloc actual el 1900. La cúpula octogonal de la font d'arquitectura neobizantina té vuit columnes de marbre, i l'interior de la cúpula està cobert amb mosaics daurats.
Durant el seu regnat com a emperador alemany i rei de Prússia, Guillem II va visitar diversos països europeus. El seu viatge va començar a Istanbul, llavors part de l'Imperi Otomà el 18 d'octubre de 1898 durant el regnat del sultà Abdülhamid II.